# Flughafen Ho Chi Minh Stadt-Long Thanh

i7
i11
i13

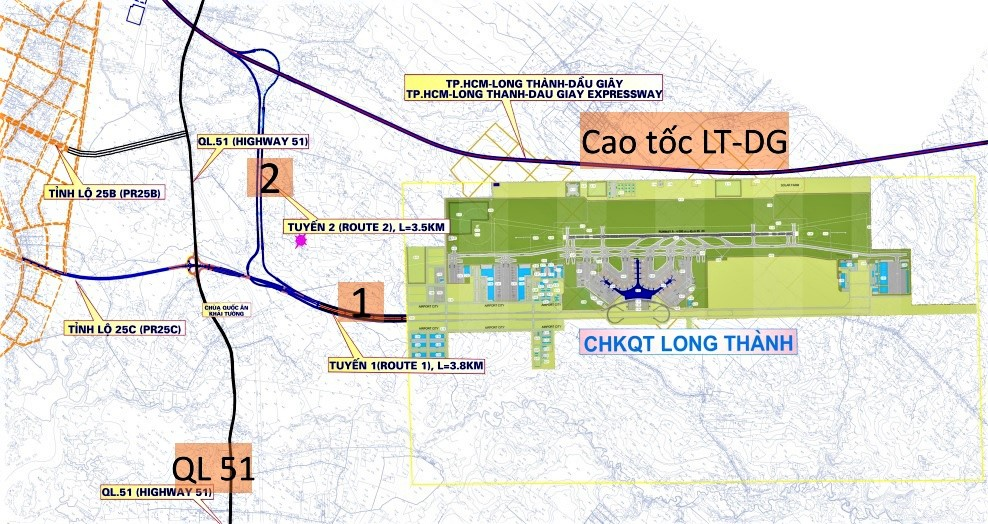
Die im Bau befindliche Phase 1

Der Long Thanh International Airport (vietnamesisch Sân bay Quốc tế Long Thành, IATA-Code: LTH, ICAO-Code: VVLT) ist ein in Bau befindlicher Großflughafen in Vietnam. Er wird 40 Kilometer östlich der südvietnamesischen Metropole Ho-Chi-Minh-Stadt im Distrikt Long Thanh in der Provinz Đồng Nai errichtet.

## Der Plan
Bereits 2006 plante die Civil Aviation Administration of Vietnam (CAAV) den Bau des Long Thanh International Airport. Sein Bau sollte zwischen 2011 und 2015 realisiert werden.
Vom Transportministerium wurde 2011 bei dem damaligen Premierminister Nguyen Tan Dung die Genehmigung des Projekts beantragt. Die Pläne sahen eine erste Bauphase mit zwei Start- und Landebahnen und einen späteren stufenweisen Ausbau vor. Nach Vollendung der ersten Bauphase, die für 2015 bis 2020 geplant war, sollte er eine Kapazität von 25 Millionen Passagieren pro Jahr haben und damit doppelt so viele wie 2011 auf dem bestehenden Flughafen Tan-Son-Nhat. In der zweiten Ausbauphase will man von zwei auf drei und in der dritten von drei auf vier Pisten gehen. In der Endausbaustufe sollte 2030 die Kapazität 100 Millionen Passagiere pro Jahr erreicht werden.  Die Kosten für die erste Bauphase wurde mit mehr als 6,7 Milliarden US-Dollar angegeben, die vom Regierungsinvestitionsbudget und von privaten und ausländischen Investoren finanziert werden sollten.
Der Masterplan von 2010 sieht vor, dass der Flughafen in der Endausbaustufe mit vier, je 4000 Meter langen Start- und Landebahnen, fünf Terminals und mehreren Frachtterminals ausgestattet sein wird. Das Projekt soll sich auf einer Fläche von 50 km² erstrecken.
Gleichzeitig mit dem Flughafen werden Schnellstraßen und Eisenbahnstrecken zur Erschließung gebaut.
Die Genehmigung von dem damaligen Premier Nguyen Tan Dung erfolgte am 1. Oktober 2014. Das Parlament in Hanoi stimmte dem Flughafenbau im Juni 2015 zu. Die Baukosten wurden nun mit 15,8 Milliarden US$ veranschlagt, die Bauzeit soll sich in drei Phasen von 2018 bis 2050 erstrecken. Die erste Phase wird 5,2 Milliarden Dollar kosten. Baubeginn ist 2018, Fertigstellung 2025. Nach vorläufigen Berechnungen soll die zweite Bauphase zwischen 2030 und 2035 liegen und vier Milliarden Dollar kosten. Die dritte Bauphase folgt zwischen 2040 und 2050, die Kosten liegen bei 6,6 Milliarden Dollar.
Spatenstich für die erste Bauphase war am 6. Januar 2021.